# 蛇使い

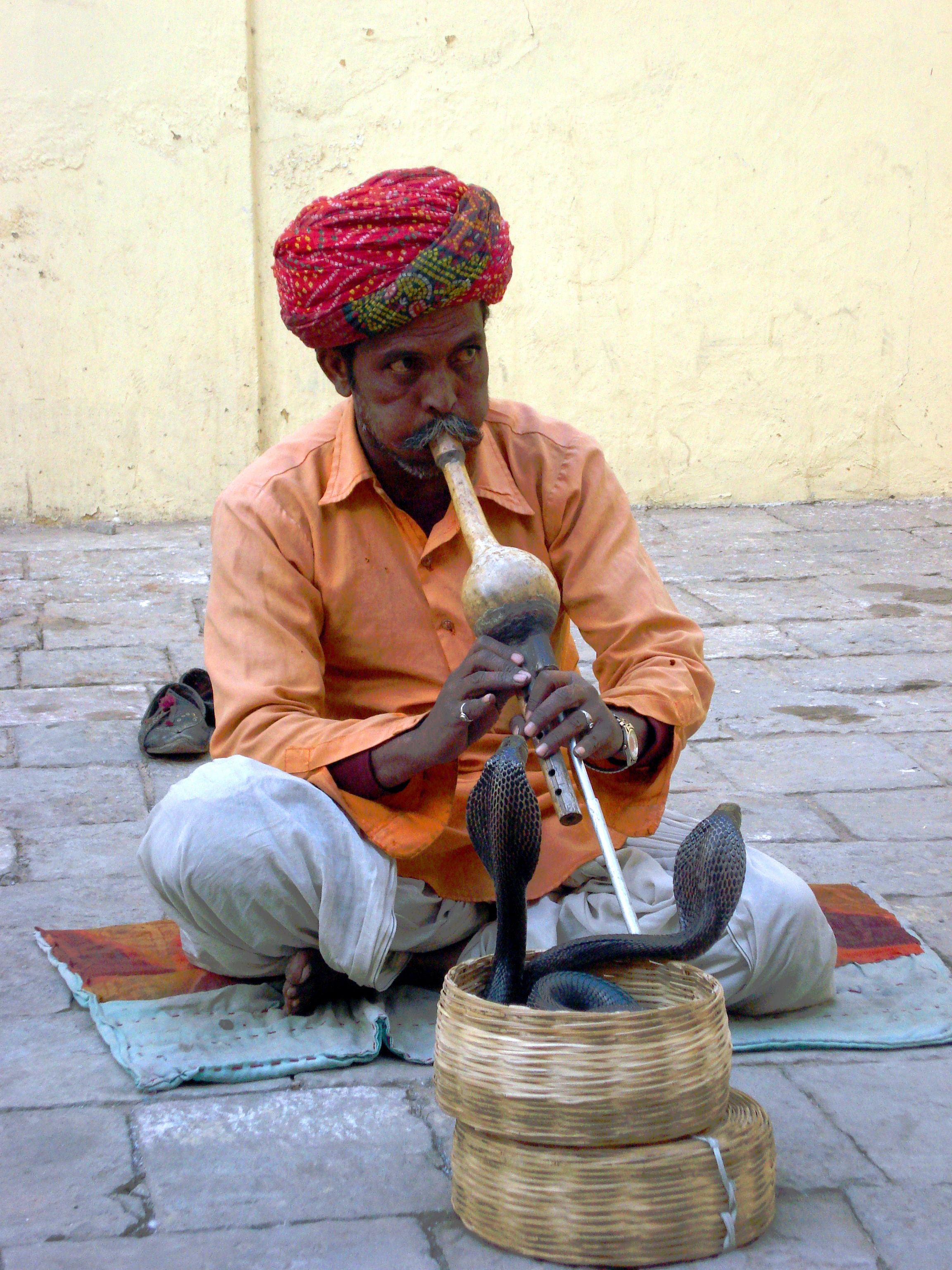
インド、ジャイプルの蛇使い。2008年1月2日撮影。

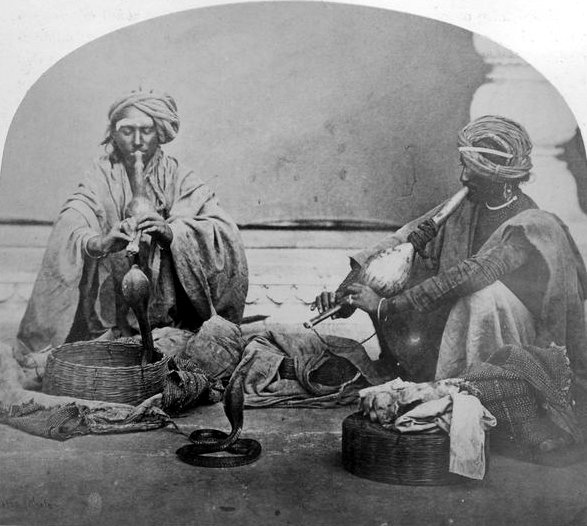
蛇使いを生業とする漂泊民ジャーティ（19世紀後半、デリー）

蛇使い（へびつかい）は、蛇を使った大道芸を生業とする者。

## 概要
蛇使いは、蛇（主にインドコブラ）が入っているカゴやザルの前で笛を吹き、コブラを操るように見せる芸（コブラ踊り）を行う。この際のコブラの動きは、笛の音に反応しているものではなく、蛇使いが足でカゴを叩く振動や目の前の笛の動きに反応しているものである。
蛇使いは集団で村を作り、幼い頃からコブラの飼育に従事して演奏者とコブラが訓練を重ねる世襲制を取っている。コブラの首元にも似た形の笛はヒョウタンから作られる。
発祥のインドでは、数十万人もの蛇使いが存在していたが、2000年代後半からインド当局が野生生物保護法の適用を厳格化して、コブラの捕獲が事実上不可能となった。警察による摘発も進んだため、2010年代に入るとインド国内からは急速に姿を消している。

## 美術の中の蛇使い
「オリエンタリズム」の画家の題材のひとつとして、多くの画家によって「蛇使い」が描かれた。
- （画）アルフレート・ブレーム(c.1883)
- （画）ダニエル・エルナンデス・モリーリョ(1881)
- （画）ナスレディーヌ・ディネ (1889)
- (画)ジャン＝レオン・ジェローム。『蛇使い（英語版）』（1879年頃）
- ルイス・カムフォート・ティファニー
- 雑誌「Wesleyan Juvenile Offering」の挿絵( 1865)
- インド、バラナシのヘビ使い